# Sisó negre septentrional
El sisó negre septentrional (Afrotis afraoides) és una espècie de gran ocell de la família dels otídids (Otididae) que habita praderies i sabanes d'Àfrica Meridional, al sud-oest d'Angola, Botswana, Namíbia i Sud-àfrica fins al centre de la província del Cap.